# Sorex thibetanus
Sorex thibetanus is een zoogdier uit de familie van de spitsmuizen (Soricidae). De wetenschappelijke naam van de soort werd voor het eerst geldig gepubliceerd door Kastschenko in 1905.